# Characoma adiabunensis
Characoma adiabunensis är en fjärilsart som beskrevs av Emilio Berio 1940. Characoma adiabunensis ingår i släktet Characoma och familjen trågspinnare. Inga underarter finns listade i Catalogue of Life.